# Luigi Mioni
Luigi Mioni je najugledniji istarski rani fotograf i prvi pulski fotograf. Rođen je na Malom Lošinju.
Prvi stalni fotografski studio u Puli bio je svakako onaj što ga je 1862. otvorio Luigi Mioni. To se zbivalo u razdoblju kada je Pula započela svoj urbanistički razvoj nakon što je postala glavna austrijska ratna luka. Godine 1871. njegova su djela i vedute premijerno prikazane na izložbi u Trstu, a 1873. dobio je nagradu za reprodukcije na svjetskoj izložbi u Beču. Godine 1875. dodijeljena mu je diploma bečkog fotografskog društva. Ime Mionija pojavljuje se ponovo u Puli krajem 19. stoljeća i u prvim desetljećima 20. stoljeća. Studio je djelovao pod imenom Erminio (Erminius) Mioni, a pozadina njegovih fotografija sadržavala je natpis "Nuovo studio fotografico" (Novi fotografski studio), smješten u Via Sergia (Ulica Sergijevaca). Ne zna se da li je Erminio bio u rodu s Luigijem.
Luigi Mioni djelovao je u Puli od 1862. do 1902. godine. Istodobno je od 1870. djelovao i u Trstu. Svoj bogati autorski rad započeo je gotovo u isto vrijeme s amaterom Luigijem Caenazzom.